# Saenamteo
La chiesa cattolica di Sanemanteo (새남터), sita a Seul in Corea del Sud, è un memoriale costruito nel 1987 per commemorare i 103 martiri coreani del XIX secolo festeggiati il 20 settembre con sant'Andrea Kim Taegon.

## Storia
Il primo prete cattolico proveniente dalla Cina, reverendo Chu Moon Mo fu qui martirizzato nel 1801. Nel 1839 il reverendo Chustan, il secondo ordinario della diocesi di Chosun, fu anch'egli martire in questo luogo.